# 盛竹如
盛竹如（1940年2月8日—），是一位籍貫湖南長沙、出生於陝西西安的臺灣大眾媒體從業者、資深媒體人。他是臺灣首位擁有主播職位的記者、電視製作人及節目主持人，也是臺灣電視公司早期的代表人物之一。
暱稱為盛大哥、收視率大神。他曾先後成為臺灣電視公司（簡稱「台視」）及民間全民電視公司（簡稱「民視」）所屬電視台晚間新聞的主播，又曾主持如《強棒出擊》等在1980年代深受歡迎的電視節目，並曾為體育節目擔任旁白，開創業界「類戲劇」的先例。

## 生平
1949年，盛竹如隨父親盛文將軍等家人同中華民國政府遷徙臺灣，後入國語實小就讀。
1960年初，他自國立臺灣大學政治學系畢業；期間，彭明敏曾擔任其指導教授。服完兵役後，他先入《徵信新聞報》擔任編譯數月。1964年9月，他考入剛開台不久的臺灣電視公司，成為其新聞部記者；隨後，他由李聖文帶領觀摩台視新聞的播報情形，又在兩星期後於毫無訓練情況下首度登上台視主播檯。
1970年代末，盛竹如與作家瓊瑤及其夫平鑫濤開辦巨星影業公司，致力於將瓊瑤的小說作品拍攝成電影。
1977年3月30日，時任台視新聞部採訪組組長的盛竹如和中國電視公司新聞部主播胡雪珠等12名人員所組成的新聞團隊受林務局邀請乘直升機前往阿里山採訪，在途中因遭遇亂流而發生墜機事件，14人（含機組人員2人）全數生還且無人受傷。
1981年11月30日，台視新聞建立主播制度，盛竹如固定擔任《台視晚間新聞》主播。1984年5月6日，暫時告別主播生涯；同時，顧安生接任《台視晚間新聞》主播。
告別主播生涯一事，2012年7月17日接受《TVBS看板人物》主持人方念華的專訪所言：「在戒嚴時期，就挑戰播出禁忌的軍中跟黨外事，播出軍機墜機或是黨外人士的新聞，不能播就用打字幕偷渡。」，這樣挑戰禁忌的方式，最終也讓盛竹如因此離開主播檯。
1988年，盛竹如開始擔任台視體育部經理；由於當時台視總經理王家驊規定全部主管皆不可主持節目，《強棒出擊》男主持人改由巴戈接任。擔任台視體育部經理一年後，他轉任台視節目部經理。1990年12月，陳重光接任台視董事長，盛竹如轉任台視行政部經理。簡明景接任台視董事長後，主管改組，盛竹如擔任台視第一任主任秘書。
當時，盛竹如在播報時語調緩慢而沉穩，並務求咬字清楚、口齒清晰，屬臺灣戒嚴時期新聞主播的典型之一；解除戒嚴後，他仍繼續維持該風格並因而成為其獨樹一格的特色，也因此開始獲邀參與於許多包含類戲劇內容的節目。
2001年3月1日，盛竹如從台視退休，並轉至民視任職，擔任《民視六點晚間新聞》的主播；4月13日，他開始主持民視無線台類戲劇《大輪迴》，成為其於民視節目主持的先例。2004年，民視新聞台《民視攔截新聞》播完後，他從民視退休，但仍受民視聘為顧問。

## 家庭
在鄧麗君父親鄧樞的介紹下，盛竹如與王瑾瑜相識並結婚於1976年；婚後，他們育有兒子盛欽雲(與羅馬尼亞籍的媳婦Gaby結婚，長居加拿大，育有一子(2012年))、女兒盛美萍等子女。

## 主持作品
| 年份 | 頻道             | 節目類型 | 節目                        | 備註                         |
| --- | ---------------- | -------- | --------------------------- | ---------------------------- |
| 1981年11月13日－1984年5月6日                                                                                  | 台灣電視公司     | 新聞     | 《台視晚間新聞》            | 首創中國電視史上主播制度     |
| 1983年8月9日－1985年4月14日                                                                                   | 台灣電視公司     | 深度報導 | 《台視新聞熱線追蹤》        | 另一位記者輪流搭配盛竹如主持 |
| | 台灣電視公司     | 綜藝     | 《強棒出擊》                |                              |
| 1986年1月12日至1987年3月31日，每周日22：10～23：10播出 1986年4月6日至1986年10月26日，每周日17：00～18：00播出 | 台灣電視公司     | 綜藝     | 《娛樂一周》                | 共39集                       |
| 1986年11月8日至1987年2月28日，每周六22：00～24：00播出                                                        | 台灣電視公司     | 綜藝     | 《歡樂120》                 | 共15集                       |
| 2012年 | 中華電視公司     | 綜藝     | Power 星期天之"Power故事王" | 單元評審                     |
| 2014年 | 台灣電視公司     | 綜藝     | 愛玩咖                      |                              |
| 2015年1月24日至2015年1月31日                                                                                  | 台灣電視公司     | 綜藝     | 綜藝玩很大                  | 關主                         |
| 1988年7月16日至1989年12月30日                                                                                 | 台灣電視公司     | 體育     | 《超越顛峰》                | 共76集                       |
| 1997-1999 | 台灣電視公司     | 類戲劇   | 《台灣變色龍》              |                              |
| 1997-1999 | 台灣電視公司     | 類戲劇   | 《藍色蜘蛛網》              |                              |
| 1999-2001 | 台灣電視公司     | 類戲劇   | 《玫瑰瞳鈴眼》              |                              |
| 2000-2001 | 台灣電視公司     | 類戲劇   | 《台灣風雲》                |                              |
| 1998-1999 | 台灣電視公司     | 類戲劇   | 《台灣真女人》              |                              |
| 2001-2002 | 民間全民電視公司 | 新聞     | 《民視六點晚間新聞》        |                              |
| 2001-2002 | 民間全民電視公司 | 類戲劇   | 《大輪迴》                  |                              |
| 2002 | 民間全民電視公司 | 類戲劇   | 《人間走馬燈》              |                              |
| 2002-2008 | 民間全民電視公司 | 類戲劇   | 《藍色水玲瓏》              |                              |
| | 年代MUCH台       | 類戲劇   | 《驚爆變色龍》              |                              |

## 出版作品

### 著作
| 年份          | 書名                                   | 出版社     | ISBN               |
| ------------- | -------------------------------------- | ---------- | ------------------ |
| 1969年初版    | 《環球紀遊》                           | 電視周刊社 | （無）             |
| 1995年初版    | 《螢光幕前：盛竹如電視生涯回憶錄》     | 新新聞文化 | ISBN 9578591535    |
| 2013年1月初版 | 《百戰百盛：盛竹如一路長紅的成功智慧》 | 推守文化   | ISBN 9789865883034 |

## 廣告代言
- 台灣松下電器「國際牌VHS錄放影機『Life』」
- 瑞昶貿易「摩卡咖啡」
- 天稘生物科技「維力康」護肝健康食品（與眭澔平共同代言）
- 中華電視公司《POWER星期天》2012年5月6日內容預告片
- IKEA家具
- 魔髮部屋——Domo hair假髮殺手廣告
- 紀錄片《不老騎士-歐兜邁環台日記》
- 2013年新光三越「新春卡利high」活動
- 2013年燦坤3C購物節
- 環海生物科技「元氣活現魔動Pi(π)元氣毯」（非動力式治療床墊）
- TVBS《2013臺北最HIGH新年城》跨年垃圾減量運動[13]
- 李慶雲醫學文教基金會「人生百萬富翁」[14]
- 行政院環境保護署「遛狗清狗便，菸蒂不落地」宣導廣告[15]
- 賀木堂股份有限公司「賀木堂茶酒」
- 金融監督管理委員會強制汽機車責任保險投保宣導廣告
- 和泰汽車「《驅動城市App》歡慶突破200萬下載 主播推薦篇」[16]
- Netflix台灣「《黑鏡》-安全模式健康中心歡迎您」
- 美仕德股份有限公司「南極寶磷蝦油」
- 鈊象電子《明星三缺一》Mobile版
- 金門酒廠53.2度鍛金龍金門高梁酒（2022年）
- im.B債權媒合平台「 95%虛假債權」（盛竹如出面澄清：沒簽過代言也沒有拿過他的代言費，是對方未經授權利用他的肖像做成廣告文宣。）[17]

## 演出作品

### 電視劇
| 年份   | 頻道                    | 劇名                         | 飾演     |
| ------ | ----------------------- | ---------------------------- | -------- |
| 2012年 | 壹電視                  | 《小站》                     | 客人     |
| 2012年 | 公視                    | 賀歲戲劇《愛你一百年》       | 盛竹如   |
| 2012年 | 緯來綜合台              | 《禎甄高興見到你》           | 來賓     |
| 2013年 | 民視                    | 偶像劇《愛情ATM》            | 盛哥     |
| 2014年 | 客家電視台              | 偶像劇《三隻小蟲》           | 記者     |
| 2014年 | 中視/八大電視           | 偶像劇《終極X宿舍》          | 掃地老人 |
| 2016年 | 超視/東森綜合台/line TV | 《惡作劇之吻》               | 新聞主播 |
| 2019年 | 公共電視                | 社會寫實劇《我們與惡的距離》 | 曾鏡傳   |

### 舞台劇
| 年份   | 劇名       | 節目                 | 飾演 |
| ------ | ---------- | -------------------- | ---- |
| 2012年 | 全民大劇團 | 舞台劇《瘋狂電視台》 | 客串 |

### 電影
| 年份   | 片名             | 飾演   |
| ------ | ---------------- | ------ |
| 2013年 | 天后之戰         | 盛竹如 |
| 2019年 | 瘋狂電視台瘋電影 | 盛大哥 |
| 2019年 | 大三元           | 盛竹如 |

### MV
- 2011年 自由發揮《3D舞力全失》MV客串

### 配音
| 年份   | 作品名稱   | 飾演   |
| ------ | ---------- | ------ |
| 2019年 | 星海爭霸II | 播報員 |

## 獲得獎項及榮譽

### 電視金鐘獎
| 年份   | 獲提名       | 獎項                          | 結果 |
| ------ | ------------ | ----------------------------- | ---- |
| 1982年 | 《台視新聞》 | 第17屆金鐘獎 新聞節目主持人獎 | 獲獎 |
| 1983年 | 《台視新聞》 | 第18屆金鐘獎 新聞節目主持人獎 | 獲獎 |

## 語錄
- 「李組長眉頭一皺，發覺案情不單純。｣（節目旁白）
- 「是事出有因？是非善惡的因果循環, 還是天意作弄? 到底是情愛的糾葛；命運的糾纏 , 金錢的誘惑；還是利益的衝突 是否種下日後一切糾葛的種子 , 因而埋下了殺機呢? 在冥冥之中,自有安排 讓我們繼續看下去。｣（節目旁白）
- 「她（江霞）說我拿紅包，應該在董事會提出來；結果趁我出國的時候去媒體上講，這算什麼？如果每個月真的有（新台幣）一百多萬（元）匯到我戶頭來，我還要在台視上班嗎？她的劣行我都知道，我也知道那些劇組人員是誰；是因為那時候我在主持類戲劇，聽工作人員跟我說的。江霞聽說我知道後，看到我就躲得遠遠的，從此也不敢再提紅包的事。」[18]
- 「我人一到加拿大，馬上接到好多記者電話。我氣得請她拿出指控我的證據，否則我絕對不與她干休。我跟記者說：江霞在當演員時期，為了想要在戲劇節目裡有個角色，曾跟劇組人員有一腿，有過不好的紀錄；那幾個人是誰，我都知道！結果記者回過頭拿這件事問江霞，江霞嚇死了、馬上噤口。我回到台灣後，她一句話都不敢講，開會時把雙方當空氣一樣。事情就在她噤若寒蟬之後，也就不了了之。」[18]
- 「太好笑了，這個瘋婆子，真是無聊，我才懶得理她！請她拿出證據來，不然我就告她，沒甚麼好說的！」[19]
- 「她是笨蛋，送紅包送現金就好，哪有人用每月匯款的方式？她搞不清楚還愛亂講話。」[19]
- 「有人在總統府當女狂人，沒想到她在台視也當起女狂人來！」[19]
- 「羅淑蕾，妳不是要告我嗎?？歡迎來告。」[20]

## 評論
- 江霞：「不管他（盛竹如）現在變成什麼小丑樣，當初他收紅包是事實，而且圈內人都知道。至於他講的我跟劇組人員怎樣，如果我真的曾經做過，那早就大家都知道了。我現在有這麼美滿的家庭，我不會理會他；畢竟他現在還要討生活，需要一些曝光。」[18]、「自有電視台以來，就有所謂的紅包文化！而台視節目部的盛竹如是最嚴重的，他是把台視文化搞到最壞的人。看看他的銀行存簿，一個月有上百萬元的錢匯入他的戶頭中。」[21]

## 流行文化

### 電視綜藝節目
- 中國電視公司《紅白勝利》〈中國電視史〉單元：董至成曾戲仿盛竹如主持台視類戲劇《台灣變色龍》（在該單元中被改名為〈台灣變色狼〉及〈台灣電視龍〉，盛竹如則被改成「盛竹筍」）的語調與神態，並套用其先前所反串扮演丑角「董月花」的台詞「我覺得粉啊心、粉想吐」[22]。

## 軼事
- 2013年2月，盛竹如受《時報周刊》專訪時表示，他曾在1979年拍攝電影《秋蓮》時因看見由華視負責製作的海報感到非常不滿意而當場將之撕下，並在日後得知江霞的丈夫杜文正當時因為此作品負責而遭開除。[18]
- 2017年10月，盛竹如在民視《夜深人未靜》節目上受馮光遠訪問時表示自己熱愛觀賞電影，並已看過1700部電影；他在觀賞後都會予以編號，並為其寫作心得筆記。此外，他更曾投資拍攝以自己為男主角的電影，但在女主角丈夫阻止下未得播放。[3]
- 2018年2月4日晚間，盛竹如參加中天電視節目《小明星大跟班》錄影，與類戲劇夥伴相見歡；在訪問過程，突然語出驚人表示，預計將在2019年推出新的類戲劇節目，讓現場所有人驚呼出聲。[23]

### 誰摔死了李新
國民黨台北市前議員李新在墜樓身亡後，其女友郭新政出資拍攝《誰摔死了李新?》系列影片，邀請盛竹如擔任主持和旁白，並按鈴控告前立委羅淑蕾。羅亦提告此系列影片。